# アンナ・コルネリア・カルベントゥス

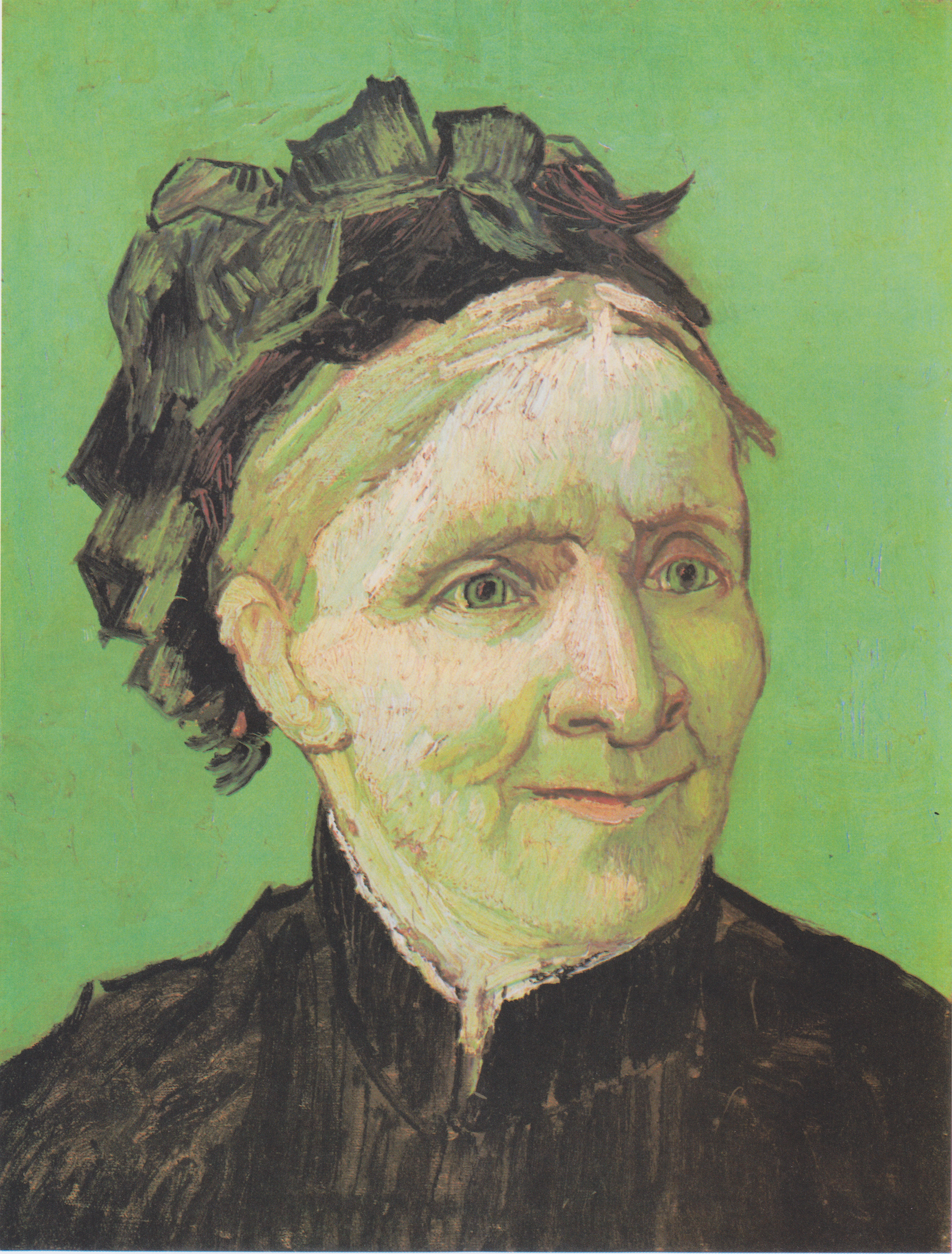
フィンセント・ファン・ゴッホによる肖像画

アンナ・コルネリア・カルベントゥス（Anna Cornelia Carbentus、1819年9月10日 - 1907年4月29日）は、オランダの女性。画家のフィンセント・ファン・ゴッホの母親。

## 生涯
1851年に3歳年上のテオドルス・ファン・ゴッホ（通称ドルス）と結婚し、翌年3月30日に長男が生まれるが、死産であった。この長男にもフィンセントという名がつけられており、このきっかり1年後の1853年3月30日に次男（フィンセント・ファン・ゴッホ）を産む。彼女は後に3男3女の母親となる。
アンナには精神病の遺伝子があり、生前に男家族（夫テオドルス、次男フィンセント、三男テオドルス（通称：テオ）、四男コル）を失っても、落胆して理性を失うことなく生き抜き、1907年に87歳で死去する。

## 家族
- 夫　テオドルス・ファン・ゴッホ（通称ドルス、1822年 - 1885年）
- 次男　フィンセント・ファン・ゴッホ（1853年3月30日 - 1890年7月29日）
- 三男　テオドルス・ファン・ゴッホ（通称テオ、1857年5月1日 - 1891年1月25日）
- 三女　ヴィレミーナ・ヤコバ・ファン・ゴッホ（通称ヴィル、1862年3月16日 - 1941年5月17日）